# Judith Amoore
Judith Amoore (Australia, 25 de junio de 1940) es una atleta australiana actualmente retirada de la práctica deportiva, especializada en pruebas de velocidad y medio fondo, consiguió sus mejores resultados en la prueba de 400 m en la que llegó a ser medallista de bronce olímpica en 1964.

## Carrera deportiva
En los JJ. OO. de Tokio 1964 ganó la medalla de bronce en los 400 metros, con un tiempo de 53.4 segundos, llegando a meta tras su compatriota australiana Betty Cuthbert que con 52.0 s batió el récord olímpico, y la británica Ann Packer (plata).